# Макхейл, Дезмонт
Дезмонт «Дез» Макхейл (англ. Desmond «Des» MacHale; родился 28 января 1946 года) — почётный профессор математики в Университете в Корк, Ирландия.
Известен как плодовитый писатель и докладчик по различным предметам, в первую очередь по трудам Джорджа Буля, автор головоломок и юморист.

## Биография
Получил степень бакалавра (1967) и магистра (1968) в области математических наук в Университете Голуэе, а в 1972 году окончил Университет Киля, учился под руководством Ханса Либека. С тех пор преподавал в Колледже Университета Корка и вёл исследования по теории групп и колец, особенно булевых.
В 1985 году опубликовал книгу Джорджа Буля, «Жизнь и работа», первую биографию Буля. В 2014 году, за год до двухсотлетия Буля, эта книга была переиздана переработанной и дополненной — «Жизнь и работа Джорджа Буля: прелюдия к эпохе цифровых технологий».
Макхейл считается ведущим в мире экспертом по творчеству Буля и в настоящее время работает над другой книгой «Новый свет» Джорджа Буля.
Написал также около 30 книг анекдотов и дискуссий о юморе. Его Книга математических шуток, юмора, ума и мудрости — это книга, в которой сочетаются две его страсти. Он написал более 12 книг по проблем мышления с соавтором Полом Слоаном; и многие из этих проблем представлены на веб-сайте Futility Closet. Он написал несколько книг о американском фильме 1952 года «Тихий человек». Он часто выступает — в школах, на радио и телевидении — по вопросам математики, юмора и головоломок. Он создал логотип Ирландского математического общества.
Является давним противником курения и в течение десятилетий играл ведущую роль в Ирландской ассоциации некурящих.

## Награды
Специальный приз Maths Week

## Высказывания
У человека в среднем одно яичко и одна грудь.